# Mozilla Alapítvány

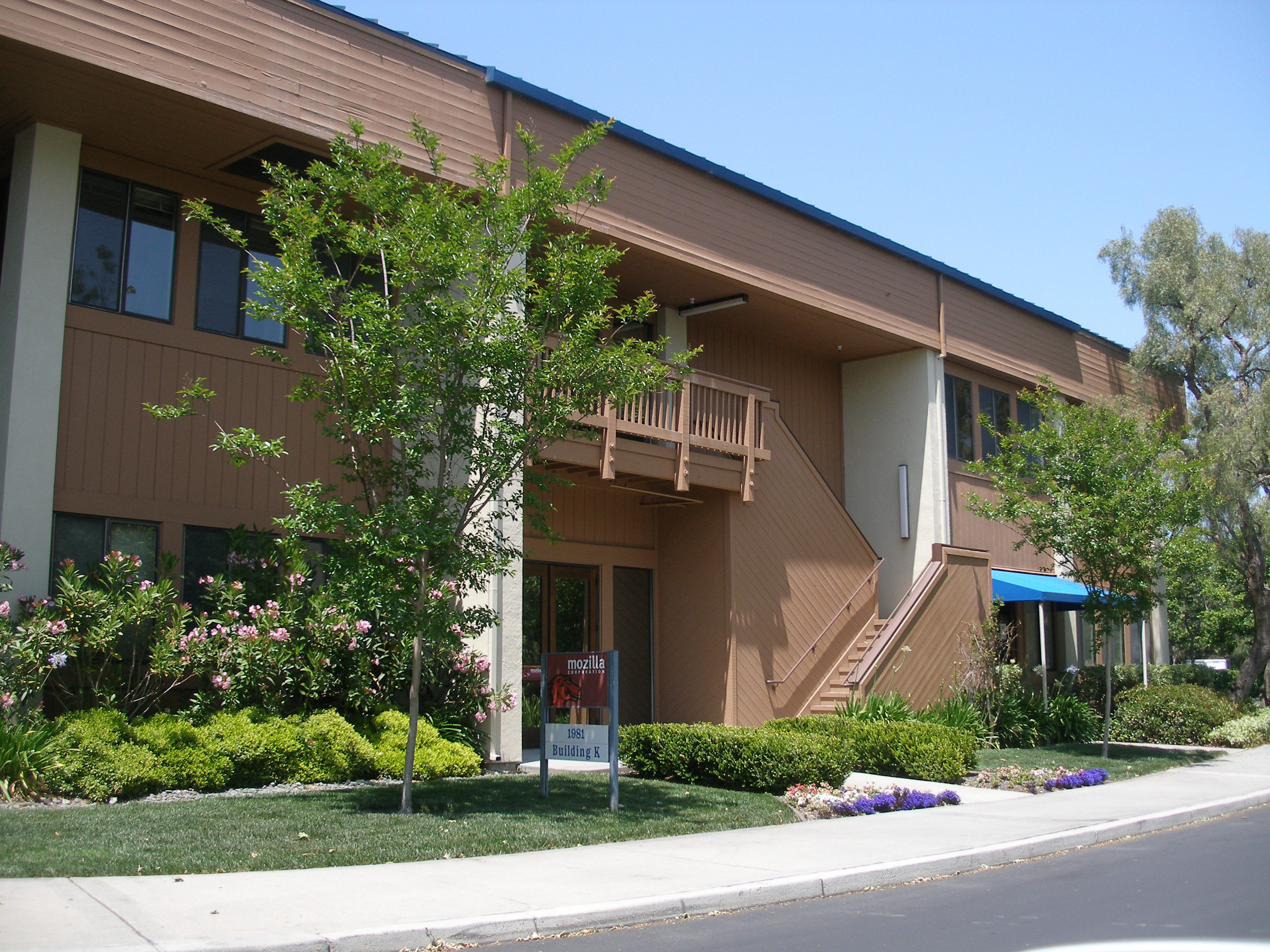
A Mountain View-beli központ épülete, amelyet a Mozilla Alapítvány és a Mozilla Corporation közösen használ

A Mozilla Alapítvány kaliforniai nonprofit szervezet, melyet a nyílt forráskódú Mozilla projekt támogatására és vezetésére hoztak létre. 2003 júliusában alapították, a szervezet irányítja a fejlesztéseket, működteti az infrastruktúrát, és kezeli a Mozilla védjegyeit és szerzői jogait. Az Alapítvány leányvállalata a Mozilla Corporation, amely számos fejlesztőt foglalkoztat, és koordinálja a Firefox webböngésző, illetve a Thunderbird levelezőprogram kiadását. A Mozilla Corporation 100%-os tulajdonosa a Mozilla Alapítvány.
Az Alapítványt a Netscape-közeli Mozilla szervezet alapította. A szervezet jelenlegi székhelye a kaliforniai Mountain View-ban található, az Amerikai Egyesült Államokban.
A Mozilla Alapítvány úgy jellemezi magát, mint „nonprofit szervezet, amely a nyíltságot, innovációt és az internetes együttműködést támogatja”. A Mozilla Alapítvány vezérelveit a Mozilla Kiáltvány tartalmazza, amely 10 elvet sorol fel. Ezek a Mozilla szerint „rendkívül fontosak annak érdekében, hogy az internet továbbra is egyaránt szolgálja a közjót, és az élet kereskedelmi aspektusait.”

## Története
1998. február 23-án a Netscape létrehozta a Mozilla Organizationt a Mozilla Application Suite fejlesztésének koordinálásához. Mikor az AOL, a Netscape anyavállalata a Mozilla Organizationben való részesedését jelentősen csökkentette, a Mozilla Alapítvány 2003. július 15-én elindult, hogy a Mozilla túlélhessen a Netscape nélkül. Az AOL segített a Mozilla Alapítvány létrehozásában például a hardver és a szellemi tulajdon átruházásával, az első három hónapban háromszemélyes csapatot üzemeltetett az átmenet segítéséhez, és 2 millió dollárt adományozott az alapítványnak az első két év során.

## Leányvállalatai

### Mozilla Corporation
2005. augusztus 3-án a Mozilla Alapítvány bejelentette a Mozilla Corporation létrehozását, amit egy „adózható leányvállalatként” írtak le, amely az anyavállalat közcéljait szolgálja, és hogy az felel a Mozilla-termékek fejlesztéséért, marketingjéért és elosztásáért.

### Mozilla China
A Beijing Mozilla Online Ltd (egyszerűsített kínai írással: 北京谋智网络技术有限公司), más néven Mozilla China, a Mozilla Corporation leányvállalata. A központja Pekingben van.

### MZLA Technologies Corporation
2020. január 28-án a Mozilla Alapítvány bejelentette, hogy a Thunderbird a későbbiekben önálló leányvállalatként fog működni, ez lett az MZLA Technologies Corporation.